# El Lloar
El Lloar est une commune de la province de Tarragone, en Catalogne, en Espagne, dans la comarque du Priorat.
Longtemps, la graphie castillanisante Lloá était d’usage. Depuis 1989, le nom officiel de la commune est El Lloar, le r final ne se prononçant pas en catalan.

## Géographie
La commune d'El Lloar se trouve dans la partie centre-ouest de la comarque du Priorat. Ses communes limitrophes sont La Vilella Baixa au nord, Gratallops à l'est, El Molar au sud et La Figuera à l'ouest. Elle est située au pied de la corniche du Guixar (640 m), sur la rive droite de la rivière Montsant, peu avant sa confluence avec le Siurana, affluent gauche de l'Èbre. 
Le village d'El Lloar est le seul lieu habité de la commune. 
Le village a une forme curieuse, rappelant un h minuscule retourné. Il est situé le long d’une crête, la rue principale en suivant l’arête et l’habitat se répartissant de chaque côté en pente descendante. La plupart des maisons, individuelles, sont construites en pierre et mortier et crépies et comportent deux étages avec grenier.

## Histoire
Le village s'est probablement constitué à l'époque des Sarrasins, auxquels on attribue la construction de la fontaine de Minfami, toute proche. El Lloar faisait partie dès le début de la baronnie Cabassers, placée sous la dépendance de l'évêque de Tortosa. Au XVIIIe siècle, il relevait de la municipalité de La Figuera. C'est en 1748 que fut nommé son premier curé.
El Lloar est devenu une commune autonome pendant la Guerre d'indépendance espagnole. De nombreux volontaires carlistes du village s’engagèrent dans la Première Guerre carliste (1833-1839), dont bon nombre furent par la suite déportés à Cuba ; par contre, lors de la Deuxième Guerre carliste (1846-1849), un corps de volontaires libéraux s'y constitua. 

## Démographie
La population, qui avait atteint un maximum de 689 habitants en 1860, n'a guère cessé de décroître depuis, un coup fatal lui ayant été porté par les ravages du phylloxéra en 1895. Aujourd'hui, le village ne compte plus que 118 habitants.

## Communication
De Falset, capital du Priorat, la T-710 mène à Gratallops, d'où bifurque la T-712 vers El Lloar. Vers l'ouest, la T-732 relie El Lloar à El Molar.

## Économie
Actuellement, les deux tiers du territoire de la commune sont constitués de terres incultes, occupées essentiellement par la garrigue et la forêt. La vigne continue à être la culture principale, suivie de l'olivier et de l'amendier. La coopérative agricole (Sindicat Agrícola) a été fondée en 1939. L'unique secteur d’élevage notable est celui de la volaille. Le bâtiment est devenu le secteur d'activité le plus dynamique de la commune. 

## Lieux et monuments
L'édifice le plus remarquable est l'église paroissiale de Saint-Michel, construite dans les années 1777 à 1779 dans le style néo-classique. Elle comporte trois nefs, un chœur, une tour-lanterne et un clocher. De l'ancienne église, également dédiée à Saint-Michel, dont la construction avait été autorisée par l'évêque Ferran de Loazes en 1558, il reste le portail en plein cintre aujourd'hui incorporé dans l'ancien bâtiment de la mairie.
À 2 km à l'ouest du village se trouvent les grottes de Rogerals, plusieurs cavités de grès qui témoignent de la présence d'un peuplement préhistorique considérable. On y a trouvé à fleur de terrain des vestiges archéologiques, essentiellement des outils de silex, mais aussi des meules manuelles de granit et des fragments de céramique. 

## Traditions et festivités
La festa major d'été se célèbre le premier week-end d'août en l’honneur de saint Dominique et dure trois jours. Une autre fête se tient à la Saint-Michel, le 29 septembre. 